# Jewel of Jewels
『Jewel of Jewels』（ジュエル・オブ・ジュエルズ）は、日本の女性ダンス・ボーカルグループMAXの5枚目のオリジナルアルバムである。

## 概要
- シングル6枚が収録された5thアルバム。
- オリジナルアルバムとしては初のCD+DVD・CDの2形態で発売。共にメンバージャケットが異なる。
- オリジナルアルバムとしては前作『EMOTIONAL HISTORY』から約4年11ヶ月ぶり。
- 初回限定盤のみミニ写真集封入。
- AkiとしてはMAXでの活動としては最初で最後のオリジナルアルバムである。
- MAX初のセルフプロデュースアルバムである。
- MAXのオリジナルアルバムとしては初めてインスト(1・6・15曲目に収録)と、オリジナル曲としては初めての全編英語詞曲(2曲目に収録)が収録された。
- DVDにはシングル6曲のミュージック・クリップとアルバムメイキング映像を収録している。

## 収録曲

### CD
カッコ内はオリジナル楽曲のタイトルとアーティスト。
1. The Beginning of Jewel of Jewels
オルゴール調のインスト曲。
2. It's time to "Shine"!
作詞：ZOOCO / 作曲：K-Muto(SOYSOUL) & ZOOCO / 編曲：K-Muto
全編英語詞曲。
3. What's going on
作詞：mavie / ラップ詞：Miss Monday / 作曲・編曲：REO
4. LOVE SCREW
作詞：相田毅 / 作曲・編曲：上野圭市
26thシングル。
5. Festa
作詞・作曲：横山輝一 / 編曲：鈴木Daichi秀行
25thシングル。
6. AQUA
次曲「mirage」をもとにアレンジされたインスト曲。
7. mirage
作詞：MAX / 作曲：佐久間誠 / 編曲：渡辺剛
8. ニライカナイ (kariyushi remix)
日本語詞：MAX / 作詞・作曲：S.Catagna - C.Codenotti - E.Somezi / 編曲：Stefano Castagna & Ace、渡辺剛
28thシングル。アルバム用にミックスが変更されている。
9. きらきらり
作詞：MAX、笛田さおり / 作曲・編曲：島袋優(BEGIN)
10. Be With You (Be with You / Atomic Kitten)
日本語詞：山本景子 / 作詞・作曲：JEFF LYNNE / 編曲：日高智(GTS)
27thシングル。
11. eternal white
作詞：鳥海雄介 / ラップ詞：Nana / 作曲・編曲：上野圭市
24thシングル。別バージョンの表記は無いが、シングル版とは冒頭の「Love is…」にエコーがかけられているというわずかな違いがある。
12. あなたを想うほど
作詞・作曲：tetsuhiko / 編曲：中野定博
29thシングル。
13. Naughty Boy
作詞：ZOOCO / 作曲・編曲：K-Muto
14. MELTY LOVE
作詞：ZOOCO / 作曲：K-Muto & ZOOCO / 編曲：K-Muto
日本テレビ系『ラジかる!!』エンディングテーマ。
15. The Closing of Jewel of Jewels
オルゴール調のインスト曲。

### DVD
1. eternal white (MUSIC CLIP)
2. Festa (MUSIC CLIP)
3. LOVE SCREW (MUSIC CLIP)
4. Be With You (MUSIC CLIP)
5. ニライカナイ (MUSIC CLIP)
6. あなたを想うほど (MUSIC CLIP)
7. MAKING (Rocording & Member's Voice)